# Alvajárás
Az alvajárás vagy - a vajdasági magyar nyelvben használatos - holdkórosság (latin nevén szomnambulizmus vagy noktambulizmus) régi nevén álombolygás a paraszomniák, tehát alvás közben előforduló neurológiai problémák csoportjába tartozik. Az alvajárás az alvás bármelyik fázisában előfordulhat, és egyszerű tevékenységek, mozdulatok (felülés, felállás, visszafekvés) épp úgy jellemzőek lehetnek rá, mint az összetett cselekvések (takarítás, autóvezetés). Az alvajáró viselkedhet ártalmatlanul, de akár szélsőségesen erőszakossá is válhat.
Az alvajárás állapota harminc másodperctől harminc percig is tarthat.

## Feltételek és kiváltó okok
Az alvajárás kialakulásához hozzájáruló tényezők között szerepel a genetikai hajlam, valamint egy korábbi, alvásmegvonással járó időszak, amely gyakran érzelmi megterhelés következménye. Ezt tovább súlyosbíthatja egy kiváltó ok, mint például a túlzott koffein- vagy alkoholfogyasztás, altatók, antidepresszánsok vagy antipszichotikumok alkalmazása, illetve a periodikus légzészavarok, amelyeket az alvási apnoé szindróma idéz elő. Ez a kiváltó tényező megakadályozza a Non-REM alvás fázisát az alvásmegvonást követően. Az alvajárás közben végzett cselekedetek végső soron az elalvás előtti észlelések és érzelmek tükrében alakulnak ki.
A legutóbbi tudományos kutatásban sikerült lokalizálni az alvajárásért felelős egyik gént.
Az erre hajlamos egyéneknél az altatók, illetve a skizofrénia elleni szerek elősegíthetik az alvajárás megjelenését. Spontán okozhatja még erős stressz vagy túlságosan erős fáradtság is.

## Előfordulása
A jelenség gyakoriságáról csak hozzávetőleges becslések állnak rendelkezésünkre. Felnőttek esetében úgy vélik, hogy az állandó holdkórosok aránya egy és két százalék közé tehető, míg gyermekeknél ez a szám lényegesen magasabb, 10 és 30 százalék között mozog (ami körülbelül a gyermekek, főként az öt- és tizenkét éves korosztály, 15 százalékának felel meg). Mindazonáltal a gyermekek mindössze 3-4 százaléka járkál rendszeresen álmában. Az esetek mintegy 70-80 százalékában a hajlam a serdülőkorra elenyészik. Felnőtteknél sem minden esetben beszélhetünk tartós állapotról; előfordulhat, hogy csupán egyszeri vagy néhányszori megjelenésről van szó.
Hajdanán azt tartották, hogy a telihold vagy más fényforrás az, ami az alvajárást kiváltja, innen ered a jelenség holdkórosság (lunatizmus) elnevezése is. Ezt a nézetet azonban a tudományos vizsgálódások megcáfolták. Testi ingerek, mint például egy telítődött hólyag, vagy külső hatások, mint a zajok lármája, elősegíthetik a jelenség megnyilvánulását. Mivel a gyermekek alvajárása rendszerint a serdülőkorra múlik el, okaként egy még nem teljesen kifejlett központi idegrendszert jelöltek meg.
Bizonyítást nyert az is, hogy az alvajárás hajlama öröklődik, hiszen a jelenség némely családokban gyakorta előfordul. Ha mindkét szülő alvajáró, akkor annak valószínűsége, hogy a gyermekek is érintettek lesznek, 60 százalék körül mozog. Az alvajárók 80 százalékánál a közeli rokonok körében is fellelhető a szomnambulizmus jelensége.

## Besorolás és tünettan
Az alvajárás az álmatlanságok közé tartozó kórképek közé sorolható, és a paraszomniák alcsoportjába tartozik. A jelenlegi kutatási álláspont, amely az alváslaboratóriumokban végzett vizsgálatokat is figyelembe veszi, azt feltételezi, hogy az alvajárás az ébredési mechanizmus zavara, amely az álmodók többségének viselkedésétől eltérően öntudatlan pszichomotoros tevékenységekhez és felkeléshez vezet. Más embereknél a rövid ébredés az álom fázisában csak annyit eredményez, hogy az illető az ágyban megfordul vagy elmozdul, majd tovább alszik. Az alvajárás kizárólag a mélyalvás szakaszaiban fordul elő, nem az álomfázisokban (REM-alvás). Az éjjeli bolyongás jelenségének általában nincs köze a rohamokkal járó epilepsziás homályállapotokhoz. Azonban megfigyeltek olyan eseteket, amikor éjszakai pszichomotoros rohamok vagy grand mal utáni homályállapotok alkalmanként szomnambul állapotok formájában jelentkeztek.
A változott tudatállapotot, amely az éjjeli bolyongással együtt jár, nem feltétlenül kell csak alvászavarnak tekinteni, mivel azt nemcsak hipnózis révén, hanem homályos álomként is gyógyászati célokra használták. Sokszor a holdkórosok különleges képességei is csodálkozást keltenek. Ezen teljesítmények a mindennapi tudatot meghatározó félelmek és gátlások elenyészése révén válnak lehetségessé. Az olyannyira ismert „szomnámbul biztos léptek” is ebből ered. Bizonyos funkciókat, mint például az extrapiramidális és vegetatív idegrendszer által vezérelt folyamatokat, a figyelem zavarhatja meg, ahogy ezt saját tapasztalatból is érzékelhetjük. Például a lépcsőkön való lelépés többnyire az extrapiramidális idegrendszer által irányított, és a tudatos figyelem által befolyásolható, mint például a lépcsők tudatos számlálása során.
Osztályozás Uroš J. Jovanović szerint:
1. Úgynevezett szubklinikai megjelenési formák, amelyek csak az elektroenkefalogramon (EEG), elektrookulogramon (EOG), elektrokardiogramon (EKG) vagy elektromiogramon (EMG) mutatnak megfelelő jeleket.
2. Az abortív (tökéletlen) alvajárási forma, amely az ágyra korlátozódik. Gyakran az érintettek felülnek, körülnéznek és többnyire érthetetlenül beszélnek.
3. A klinikailag teljes mértékben kifejeződött, de nem súlyos forma, amely a szokásos panaszokat mutatja, beleértve az esetleges sérüléseket is, amelyek az érintetteket érhetik.
4. A ritka, agresszív lefolyású alvajárás, amely előre nem látható mértéket ölthet. Az alvajárók erőszakossá válhatnak azokkal szemben, akik segíteni próbálnak nekik, vagy akik tudtukon kívül az útjukba kerülnek.

Az alvajárás során rendkívül összetett cselekvések történhetnek. Az elvégzett tevékenységek köre rendkívül változatos, és nagy eltérések lehetnek az egyes alvajárók között. Azonban van néhány tipikus tünet, amely az alvajárásra jellemző:
- A tudatállapot megváltozása (csökkent tudatosság), különösen az éjszakai alvás első harmadában
- Csökkent reakciókészség
- Csökkent ügyesség
- Emlékezetkiesés az alvajárásról való ébredés után
- Kifejezéstelen, merev arc, a szemek előre szegezve, a tekintet a semmibe mered
- Éhségérzet kialakulása alvajárás közben
- Nagyon ritkán agresszív viselkedés
- Céltudatos és irányított, részben összetett cselekvések

Egy alvajárási epizód során az érintett először felül az ágyban, és ismétlődő mozgásokat végez, például az ágyneműt babrálja. Bizonyos esetekben az epizód ezzel már véget is ér, anélkül hogy az érintett felkelne. Más esetekben az alvajáró elhagyja az ágyát, körbejár, szekrényeket vagy ajtókat nyitogat, elhagyja a szobát, sőt olykor még a házat is; még összetett tevékenységeket is végezhet, például autót vezethet. Néhány alvajáró az epizód alatt eszik.
Az alvajárás során a szemek általában mereven nyitva vannak, az arc kifejezéstelen, a mozgások koordinációja hiányos, az orientáció korlátozott. Az akadályokat gyakran nem veszik észre; előfordulhat, hogy leesnek a lépcsőn, de az is, hogy erkélyről vagy ablakból zuhannak ki. Ezért az alvajárók alapvetően balesetveszélyesek. Beszédképesek, és kérdésekre is válaszolnak, de artikulációjuk homályos.
A legtöbb alvajáró magától visszatér az ágyába, és tovább alszik. Az ébredés után legtöbb esetben semmire sem emlékeznek; az emlékezetük részben egy álom töredékeire korlátozódik. Az orvosok amnéziáról beszélnek.